# ジョージ・コーホン
ジョージ・アラン・コーホン（George Alan Cohon, CC OOnt、1937年4月19日 - 2023年11月24日）は、アメリカ合衆国出身のカナダの実業家である。カナダとロシアにおけるマクドナルドの創始者である。

## 若年期と教育
コーホンは1937年4月19日にイリノイ州シカゴで、ウクライナ系ユダヤ人の父とユダヤ系アメリカ人の母の間に生まれた。父は法律家で、後に銀行家になった。コーホンはシカゴで育った。部屋は姉のサンディ(Sandy)と共用していた。
ドレイク大学で学士号(B.Sc.)を、ノースウェスタン大学法学院で法務博士の学位を取得した。ノースウェスタン大学在学中に、後に妻となるスーザン(Susan)と出会った。

## キャリア

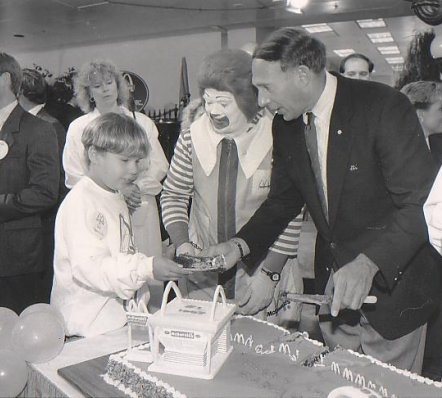
マクドナルドのカナダ600号店（スカイドーム店）開店記念式典にて（1989年）

大学卒業後の1961年、シカゴにある父親の法律事務所に入り、企業法務を担当した。1967年にカナダのトロントに移り、マクドナルドのカナダ東部のライセンシーとなった。最初にオープンさせた店は、1968年11月11日に開店したオンタリオ州ロンドンの店だった。開店当日、マクドナルドの実質的な創業者のレイ・クロックから、コーホンが持つライセンスを100万ドルで買収するという申し出を受けた。コーホンはマクドナルドのカナダ法人の社長兼CEOに就任した。1976年までに、コーホンは200店舗を統括していた。1982年、1905年からトロント・サンタクロース・パレードのスポンサーを務めていたイートンズがスポンサーを降りたことから開催継続が危ぶまれていたが、コーホンは他の20社とともにスポンサーとなった。コーホンはカナダにおけるマクドナルドのフランチャイズを拡大させたが、1971年にアメリカ本社に株式交換により買収された。1975年、コーホンはカナダに帰化した。
1988年、カナダロイヤル銀行、アストラル・メディア、『トロント・サン』の取締役に任命された。
コーホンはソビエト連邦へのマクドナルドの進出を推進し、1990年1月31日、モスクワにソ連1号店が開店した。コーホンは「資本主義労働英雄」に選出された。ソ連1号店は当時のマクドナルドで最大の店舗であったが、政治的な理由により、アメリカ本社の関与は最小限に抑えられた。支払いにはルーブルしか使えず、米ドルなどのハード・カレンシーは使えなかった。開店当初は数時間待ちの長い行列ができた。ソ連国内の物資不足のため、コーホンは、農場や包装などのサプライチェーンをソ連国内で独自に構築した。1991年のロンドンサミットで、コーホンの友人でもあるカナダ首相のブライアン・マルルーニーはミハイル・ゴルバチョフ書記長に、コーホンがソ連でのビジネスに苦戦していることを伝えた。
コーホンは、カナダとロシアにロナルド・マクドナルド・ハウスを開設した。

## 栄誉
1988年にカナダ勲章メンバーを授与された。1998年にロシア政府から友好勲章を授与された。2000年にオンタリオ勲章を受章した。2019年、カナダ総督のジュリー・ペイエットにより、カナダ勲章の最高位であるコンパニオンに昇格した。

## 私生活
息子のクレイグ・コーホンもまた実業家であり、コカ・コーラのロシアへの進出を手助けした。息子のマーク・コーホンは、カナディアン・フットボール・リーグの第12代コミッショナーを務めた。
2000年、前立腺癌と診断されたが、完治した。
2004年、トロントのローズデール・ゴルフクラブは、ユダヤ系であることを理由にコーホンの入会を拒否した。コーホンは提訴し、裁判により入会拒否は違法であるという判決が下った。